# Bahamas nos Jogos Olímpicos de Verão de 1968
As Bahamas competiram nos Jogos Olímpicos de Verão de 1968 na Cidade do México, México.

## Resultados por Evento

### Atletismo
100 metros masculino
- Norris Stubbs
  - Primeira eliminatória — 10.6 s (→ 5º na bateria, não avançou)
- Bernard Nottage
  - Primeira eliminatória — 10.6 s (→ 4º na bateria, não avançou)

200 metros masculino
- Norris Stubbs
  - Primeira eliminatória — 21.6 s (→ 6º na bateria, não avançou)
- Bernard Nottage
  - Primeira eliminatória — 21.3 s (→ 4º na bateria, não avançou)
- Edwin Johnson
  - Primeira eliminatória — 21.2 s (→ 6º na bateria, avançou à segunda eliminatória)
  - Segunda eliminatória— 21.4 s (→ 7º na bateria, não avançou)

400 metros masculino
- Leslie Miller
  - Primeira eliminatória — 46.9 s (→ 7º na bateria, não avançou)

Revezamento 4x100m masculino
- Gerald Wisdom, Thomas Robinson, Bernard Nottage, Edwin Johnson
  - Primeira eliminatória — 39.4 segundos (→ 4º na bateria, avançou à semifinal)
  - Semifinais — DQ (→ não avançou)

Salto em altura masculino
- Anthony Balfour
  - Classificatória — 1,95 m (→ não avançou)

Salto em distância masculino
- Gerald Wisdom
  - Classificatória — 6,99 m (→ não avançou)

Salto triplo masculino
- Timothy Barrett
  - Classificatória — 15,79 m (→ não avançou)

### Vela
Classe Dragão Masculino
- Godfrey Kelly, George Ramsey, David Kelly — 117.0 pts (→ 16º lugar)

Classe Star Masculino
- Durward Knowles, Percival Knowles — 63.4 pts (→ 5º lugar)

Classe Finn Masculino
- Kenneth Albury — 177.0 pts (→ 28º lugar)

### Lutas
Luta Livre Masculina (87 kg)
- Robert Nihon
  - Primeira Rodada — lutou comBoris Gurevitch da União Soviética
  - Segunda Eliminatória — lutou com Ronald Grinstead da Grã-Bretanha

Luta Livre Masculino(97 kg)
- Alexis Nihon, Jr.
  - Primeira Rodada — fought Ryszard Dlugosz da Polônia
  - Segunda Eliminatória — fought Biianmunkh Khorloogyn da Mongólia

Luta Livre Masculino (+97 kg)
- Alexis Nihon
  - Primeira Rodada — empate
  - Segunda Eliminatória — DNS